# Alkes
Alkes (Alfa de la Copa / α Crateris) és un estel a la constel·lació de la Copa de magnitud aparent +4,08, la segona més brillant de la mateixa després de Labrum (δ Crateris). El seu nom, de l'àrab Al-Ca's, significa «la copa», en al·lusió al conjunt de la constel·lació. S'hi troba a 174 anys llum de distància del sistema solar.
Alkes és una gegant taronja de tipus espectral K1III amb una temperatura superficial de 4.725 K. És 80 vegades més lluminosa que el Sol i té una massa estimada de 2,5 masses solars. És una de les moltes gegants de similar temperatura i lluminositat, en el nucli de la qual l'heli es fusiona en carboni i oxigen; Arcturus (α Bootis) i Aldebaran (α Tauri) són dos brillants exemples. El seu radi és 13 vegades més gran que el radi solar.
L'alta velocitat relativa d'Alkes respecte al Sol (uns 130 km/s) indica que és un estel provinent d'una zona diferent de la galàxia. Amb una metal·licitat comparable a la solar ([Fe/H] = -0,06), sembla clar que és originària del bulb galàctic, part interna de la galàxia enriquida en metalls.